# Иванов, Михаил Александрович (музыкант)
Михаил Александрович Иванов (1882—1957) — советский гобоист, педагог. Заслуженный деятель искусств РСФСР (1946).

## Биография
В 1900 году окончил Музыкальное училище Русского музыкального общества в Харькове. Занимался у Г. А. Гека.
С 1903 года стал играть в оркестре музыкальных театров Харькова. Потом в Тбилиси, Санкт-Петербурге, Одессе.
В период с 1905 по 1907 годы был солистом оперного театра Церетели в Харькове, а с 1907 по 1911 годы — Оперного театра С. И. Зимина. С 1911 по 1917 годы выступал вместе с симфоническим оркестром С. А. Кусевицкого в Москве. В 1917—1955 годах являлся солистом оркестра Большого театра.
Одновременно Иванов М. А. с 1939 года преподавал в Московской консерватории. В 1943 году стал профессором.
Похоронен на Введенском кладбище (23 уч.).

## Ученики
Среди учеников Иванова М. А. гобоисты — А. В. Петров, А. Б. Зайонц